# Carpomys melanurus
Carpomys melanurus е вид гризач от семейство Мишкови (Muridae).

## Разпространение и местообитание
Видът е разпространен във Филипини.
Обитава гористи местности и национални паркове в райони с тропически и субтропичен климат, при средна месечна температура около 18 градуса.

## Описание
На дължина достигат до 20 cm.